# 忠意保险宫 (佛罗伦萨)

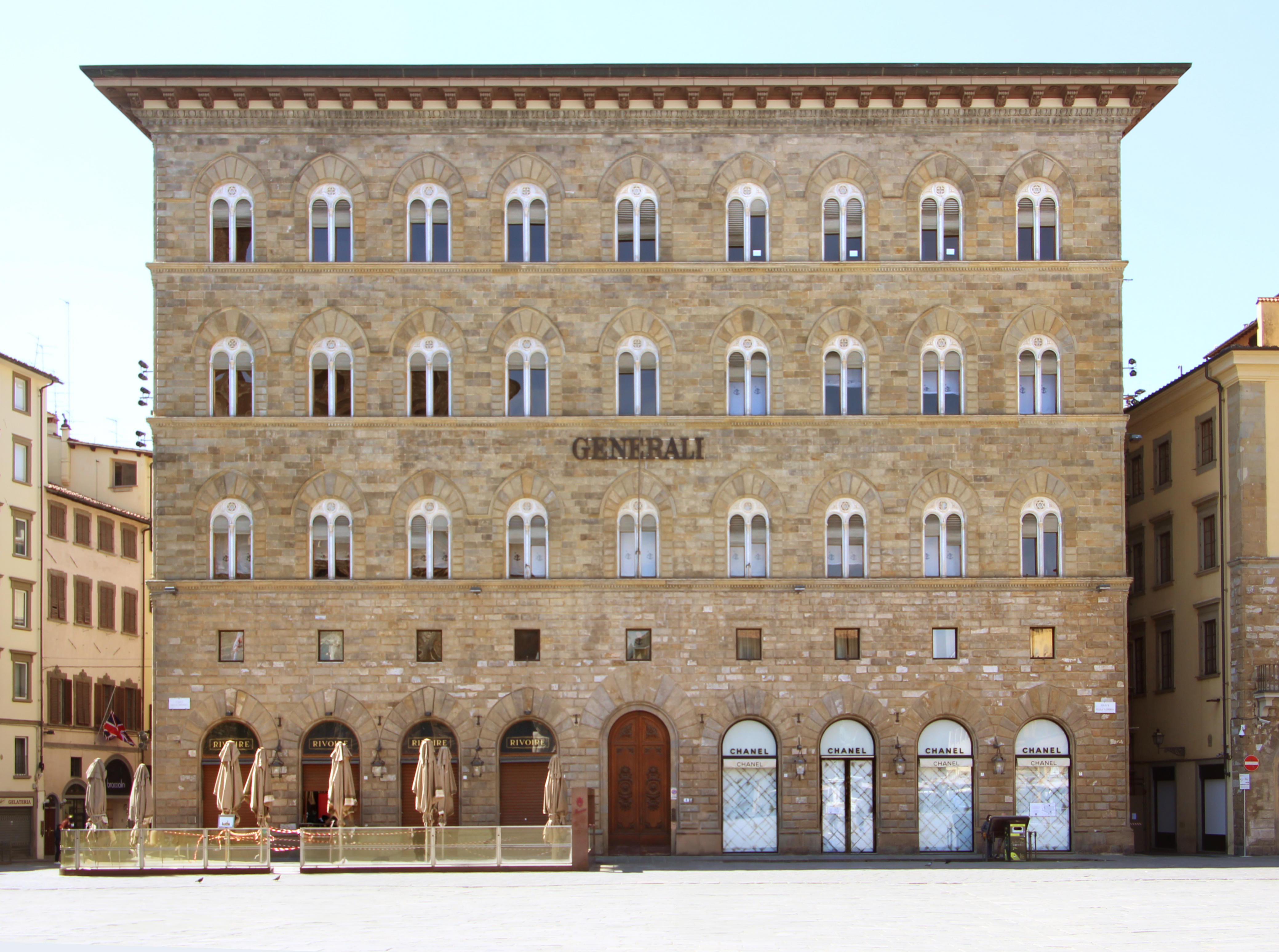
忠意保险宫

忠意保险宫（Palazzo delle Assicurazioni Generali ）是一座位於意大利佛罗伦萨的一座历史建筑，位于领主广场。最初是为芬齐银行家族建造的芬齐宫，由朱塞佩·马泰利设计，新文艺复兴风格，是市中心为数不多的专门建造的商业建筑之一。
忠意保險于 1831 年在的里雅斯特成立，在 19 世纪扩张到在意大利各地乃至整个欧洲。
忠意保险的办公楼通常会采用当地建筑风格与周围环境协调，在罗马模仿对面的威尼斯宫，在米兰采取19 世纪巴洛克式，称为布杂艺术。而在佛罗伦萨无疑受到美第奇-里卡迪宫的影响。此处原为比萨凉廊和圣则济利亚堂（Chiese de Santa Cecilia ）原址。
佛罗伦萨忠意保险宫与更具历史重要性的 旧宫 争夺广场的主导地位，未能成功。但是它恰当的高度和规模，与周围建筑相得益彰。 一楼开设佛罗伦萨最时尚和历史悠久的咖啡馆“Rivoire”，成立于 1872 年。